# Gen operador
Un gen operador es un elemento de control regulador de la expresión de un operón. Es una región del ADN con una secuencia que es reconocida por la proteína reguladora. En un operón típico el operador se sitúa entre la región promotora y los genes estructurales. En una representación esquemática de un operador se le designa, abreviadamente, por la letra O.

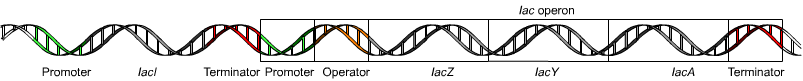
Representación del Operón Lac en el que se aprecia la presencia del gen operador (Operator) flanqueado por el promotor (Promoter) y el primer gen estructural (LacZ).

El estudio de diferentes mutantes del operador del operón lac permitió establecer la región del ADN que forma el operador. Esta secuencia es una región de 17 a 25 nucleótidos situada justo después del promotor y antes del gen LacZ que tiene una enorme especificidad por la proteína represora.

## Operónlac
Una mutación constitutiva en el Operador (OC) produce una alteración en la secuencia del ADN del operón lac que lleva a que la proteína reguladora, producto del gen regulador i, ya no sea capaz de interaccionar con el operador modificado. Como la proteína reguladora no se puede unir al operador, queda disponible la región del promotor para que se una la ARN polimerasa y se transcriban los genes estructurales, situados a continuación, en ausencia del inductor (lactosa). La mutación OC hace que cambie la especificidad del operador por la proteína reguladora y que no interaccionen, estableciéndose una expresión constitutiva de los genes estructurales del operón.

## Regulación en cis
La regulación o control en cis es la que se ejerce con elementos propios del gen, como el promotor o secuencias operadoras del propio gen. Se opone a la regulación o control en trans, ejercida por elementos externos al gen, como otros genes reguladores que codifiquen factores de transcripción.
Los estudios de estos mutantes mostraron que el operador constitutivo, OC, es dominante en posición cis, lo que significa que solo afecta a los genes estructurales que están en su misma cadena de ADN y a continuación de la mutación del operador. Estos mismos estudios indicaron que no actúa sobre los genes estructurales de otra molécula de ADN (en diploides parciales o merocigotos). Esto muestra que el operador está formado por una secuencia de nucleótidos en el ADN, y que no codifica para ninguna molécula difusible.